# Facultad de Contabilidad y Administración (Universidad de Colima)

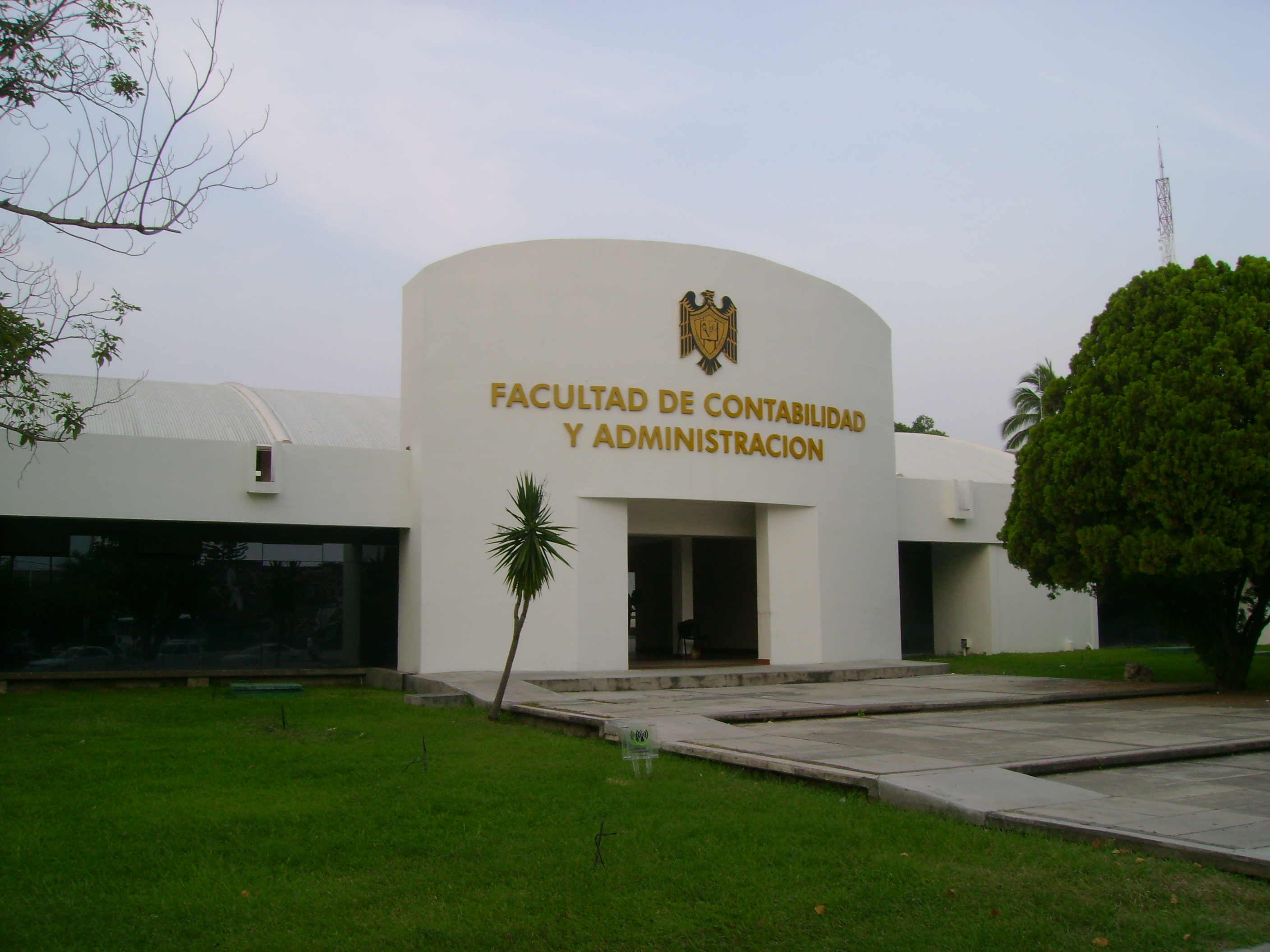
Exterior de la Facultad de Contabilidad y Administración de la UdC.

La Facultad de Contabilidad y Administración de la Universidad de Colima está ubicada en el Campus central de la Universidad. Fue fundada con el nombre de Escuela de Contabilidad y Administración en 1962, siendo elevada al rango de facultad mediante el acuerdo número 28 de la rectoría el 22 de abril de 1985 durante la rectoría de Humberto Silva Ochoa.